# Cmentarz na Krzykach
Cmentarz na Krzykach – nieczynny cmentarz znajdujący się przy ulicy Krzyckiej we Wrocławiu.
Pierwsze próby utworzenia gminnego cmentarza ewangelickiego, dla mieszkańców podwrocławskich wsi Krzyki i Partynice, miały miejsce w roku 1878. W dniu 11 marca tegoż roku mieszkańcy wsi wykupili ziemie od prywatnych właścicieli i zwrócili się z prośbą o wytyczenie cmentarza w pobliżu drogi w miejscu której dziś biegnie ulica Krzycka. Inicjatywa mieszkańców spotkała się z odmową Śląskiego Konsystorza Ewangelickiego, który nakazał mieszkańcom tych wsi kontynuowanie pochówków na cmentarzach we Wrocławiu zarządzanych przez parafię Zbawiciela do której należeli.
Ponowne próby otwarcia cmentarza miały miejsce po wybudowaniu nowego kościoła św. Jana i utworzeniu nowej parafii obejmującej obie wsie. Prośba wystosowana w roku 1915 do Śląskiego Konsystorza Ewangelickiego tym razem spotkała się z pozytywną reakcją. Nekropolię poświęcono 16 listopada 1915 roku, a od stycznia roku 1916 cmentarz był czynny pod nazwą Cmentarz św. Jana (niem. Friedhof St. Johannes), używano także podwójnej nazwy związanej z dawną przynależnością do parafii Zbawiciela – Cmentarz Zbawiciela – Cmentarz św. Jana (niem. Friedhof St. Salvator – Friedhof St. Johannes).
Do roku 1945 cmentarz służył ewangelikom, po roku 1945 na cmentarzu chowani byli również katolicy. Ze względu na niewielka powierzchnię – około 0,5 ha, pola grzebalne zostały praktycznie zapełnione w latach pięćdziesiątych XX wieku. Obecnie cmentarz jest nieczynny i mocno zaniedbany. Wśród nagrobków znajduje się kilka sprzed roku 1945 z inskrypcjami w języku niemieckim, które przetrwały masową likwidację niemieckich cmentarzy we Wrocławiu, w latach sześćdziesiątych XX wieku. Również zaorano na połowie cmentarza nagrobki polskie.

## Ostatni pochówek
Ostatni pochówek miał miejsce w 2011 roku. Pochowano 8 maja 2011 roku, pierwszego proboszcza parafii Trójcy Świętej ks. prałata Jana Czaplińskiego.
Pierwszy pochówek miał miejsce w 1915 roku, ostatni w 2011 r.  W 2015 roku, minie 100 lat od pierwszego pochówku na tym cmentarzu.